# Parraleta
La parraleta o cua-tendra és una varietat mediterrània de raïm negra. El seu probable lloc d'origen és a la comarca del Somontano, i es produeix a la DO Somontano, on la seva importància ha disminuït del 22% de la superfície plantada el 1975 al 0,2% el 2002.
La parraleta és una varietat de baix rendiment que dona grans rodons de mida mitjana en gotims petits o mitjans i moderadament compactes. Es pot utilitzar per a elaborar vins varietals o barrejar-se amb moristel o ull de llebre. Els vins solen tenir un color intens, fenol elevat i acidesa. El contingut alcohòlic és potencialment més alt, tot i que els vins sovint es destaquen pels sabors aromàtics, amb bon color, estructura, acidesa i fragància.
El seu perfil genètic suggereix que és la mateixa varietat anomenada Tinta Caiada a Alentejo, Carenisca a Sardenya, Carcaghjolu Neru a Còrsega o Salceño Negro al Somontano.